# Hudson (Michigan)
Hudson – miasto w Stanach Zjednoczonych, w stanie Michigan, w hrabstwie Lenawee.